# Blepharoneura manchesteri
Blepharoneura manchesteri är en tvåvingeart som beskrevs av Herbert Thomas Condon och Allen L.Norrbom 1994. Blepharoneura manchesteri ingår i släktet Blepharoneura och familjen borrflugor. Inga underarter finns listade.